# Управління ООН з координації гуманітарних справ
Управління ООН з координації гуманітарних справ — орган ООН, сформований у грудні 1991 року рішенням Генасамблеї ООН № 46/182. Рішення було направлене на посилення можливостей ООН у ліквідації аварій та стихійних лих.